# Esquay-Notre-Dame
Pour les articles homonymes, voir Esquay.
Esquay-Notre-Dame est une commune française, située dans le département du Calvados en région Normandie, peuplée de 1 447 habitants.

## Géographie
| Baron-sur-Odon | Baron-sur-Odon    | Fontaine-Étoupefour (par un angle), Vieux |
| Gavrus         | Esquay-Notre-Dame | Vieux                                     |
| Évrecy         | Avenay            | Vieux                                     |

### Hydrographie
La commune est située dans le bassin Seine-Normandie. Elle est drainée par la Guigne et la Vignette,,.
La Guigne, d'une longueur de 11 km, prend sa source dans la commune de Vacognes-Neuilly et se jette  dans l'Orne à Laize-Clinchamps, après avoir traversé huit communes. 

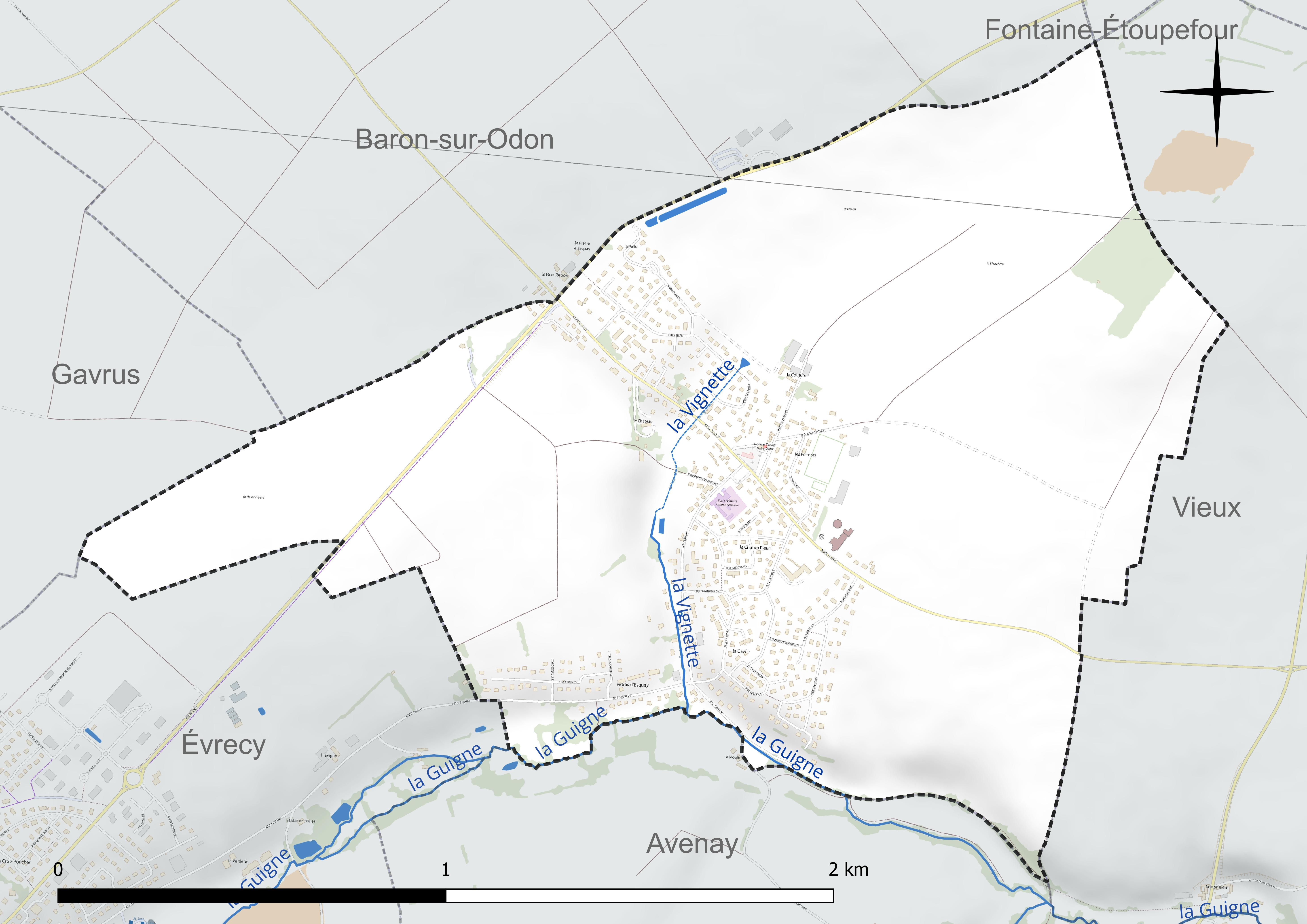
Réseau hydrographique d'Esquay-Notre-Dame.

### Climat
Pour des articles plus généraux, voir Climat de la Normandie et Climat du Calvados.
En 2010, le climat de la commune est de type climat océanique altéré, selon une étude du CNRS s'appuyant sur une série de données couvrant la période 1971-2000. En 2020, Météo-France publie une typologie des climats de la France métropolitaine dans laquelle la commune est exposée à un climat océanique et est dans la région climatique  Normandie (Cotentin, Orne), caractérisée par une pluviométrie relativement élevée (850 mm/a) et un été frais (15,5 °C) et venté. Parallèlement le GIEC normand, un groupe régional d'experts sur le climat, différencie quant à lui, dans une étude de 2020, trois grands types de climats pour la région Normandie, nuancés à une échelle plus fine par les facteurs géographiques locaux. La commune est, selon ce zonage, exposée à un « climat des plateaux abrités », correspondant à la plaine agricole de Caen à Falaise, sous le vent des collines de Normandie et proche de la mer, se caractérisant par une pluviométrie et des contraintes thermiques modérées.
Pour la période 1971-2000, la température annuelle moyenne est de 10,6 °C, avec  une amplitude thermique annuelle de 12,3 °C. Le cumul annuel moyen de précipitations est de 771 mm, avec 12,3 jours de précipitations en janvier et 7,9 jours en juillet. Pour la période 1991-2020, la température moyenne annuelle observée sur la station météorologique la plus proche, située sur la commune de Carpiquet à 8 km à vol d'oiseau, est de 11,5 °C et le cumul annuel moyen de précipitations est de 740,3 mm,. Pour l'avenir, les paramètres climatiques de la commune estimés pour 2050 selon différents scénarios d'émission de gaz à effet de serre sont consultables sur un site dédié publié par Météo-France en novembre 2022.

## Urbanisme

### Typologie
Au 1er janvier 2024, Esquay-Notre-Dame est catégorisée bourg rural, selon la nouvelle grille communale de densité à 7 niveaux définie par l'Insee en 2022.
Elle appartient à l'unité urbaine d'Évrecy, une agglomération intra-départementale dont elle est une commune de la banlieue,. Par ailleurs la commune fait partie de l'aire d'attraction de Caen, dont elle est une commune de la couronne,. Cette aire, qui regroupe 296 communes, est catégorisée dans les aires de 200 000 à moins de 700 000 habitants,.

### Occupation des sols
L'occupation des sols de la commune, telle qu'elle ressort de la base de données européenne d'occupation biophysique des sols Corine Land Cover (CLC), est marquée par l'importance des territoires agricoles (79,7 % en 2018), en diminution par rapport à 1990 (86,2 %). La répartition détaillée en 2018 est la suivante : 
terres arables (78,2 %), zones urbanisées (20,3 %), prairies (1,5 %). L'évolution de l'occupation des sols de la commune et de ses infrastructures peut être observée sur les différentes représentations cartographiques du territoire : la carte de Cassini (XVIIIe siècle), la carte d'état-major (1820-1866) et les cartes ou photos aériennes de l'IGN pour la période actuelle (1950 à aujourd'hui).

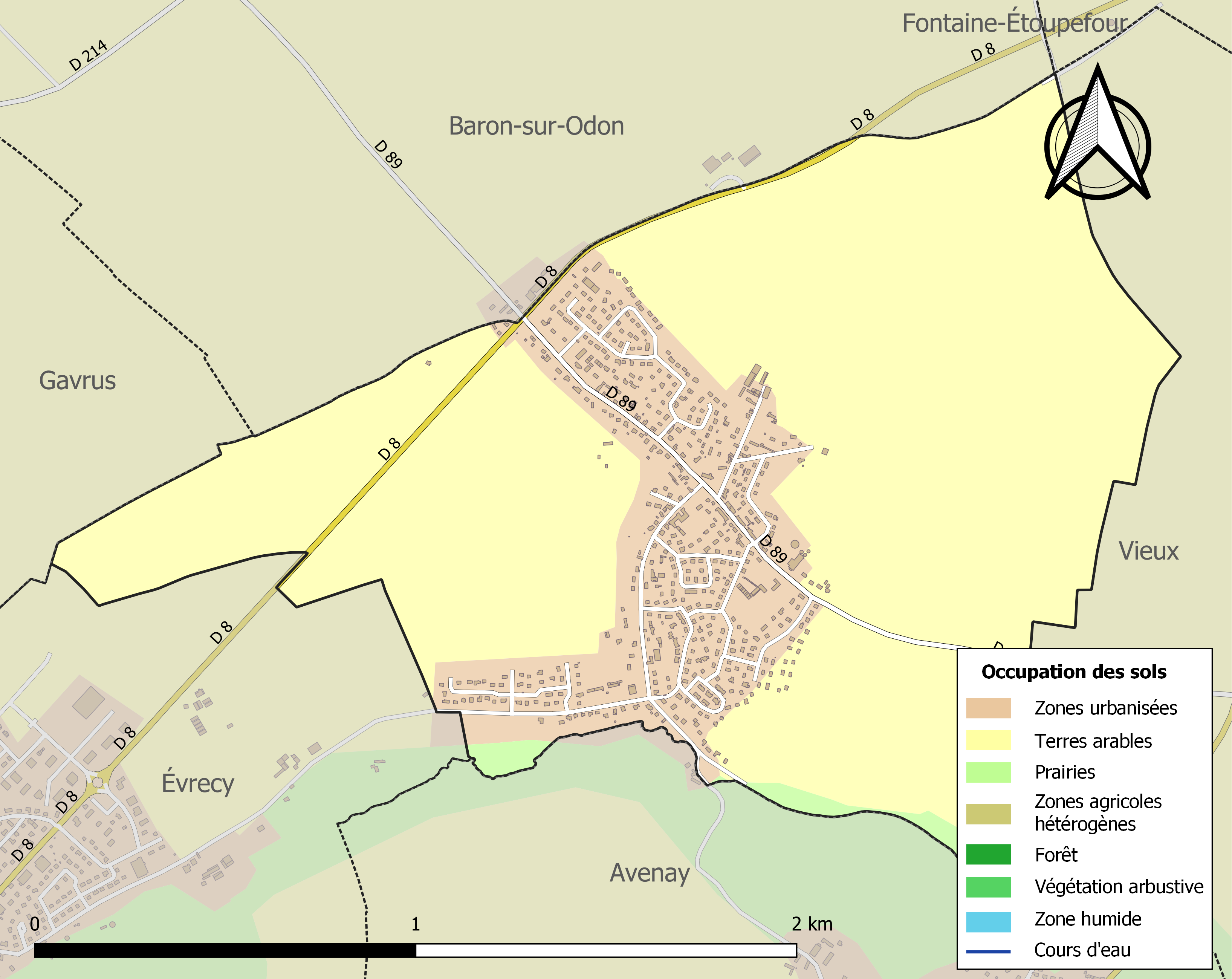
Carte des infrastructures et de l'occupation des sols de la commune en 2018 (CLC).

## Toponymie
Le nom de la localité est attesté sous la forme Esquais en 1155.
Esquay- Notre-Dame et Esquay-sur-Seulles font référence au frêne (ask en germanique).
Notre-Dame fait allusion au nom de l'église.
Le gentilé est Esquayen.

## Politique et administration
| Période                                  | Période   | Identité          | Étiquette | Qualité                                                                        |
| ---------------------------------------- | --------- | ----------------- | --------- | ------------------------------------------------------------------------------ |
| av.1978                                  | ?         | Antoine Lepeltier | UDR       | Agriculteur, suppléant du député Olivier Stirn (1978-1986), député (1978-1981) |
| ?                                        | 2005      | Jacques Rondeau   |           |                                                                                |
| avril 2005                               | mars 2014 | Raymond Lucas     | SE        | Retraité                                                                       |
| mars 2014                                | En cours  | Alain Gobé        | DVG       | Infirmier retraité                                                             |
| Les données manquantes sont à compléter. |           |                   |           |                                                                                |

Le conseil municipal est composé de quinze membres dont le maire et quatre adjoints.

## Démographie
L'évolution du nombre d'habitants est connue à travers les recensements de la population effectués dans la commune depuis 1793. Pour les communes de moins de 10 000 habitants, une enquête de recensement portant sur toute la population est réalisée tous les cinq ans, les populations de référence des années intermédiaires étant quant à elles estimées par interpolation ou extrapolation. Pour la commune, le premier recensement exhaustif entrant dans le cadre du nouveau dispositif a été réalisé en 2006.
En 2022, la commune comptait 1 447 habitants, en évolution de +0,63 % par rapport à 2016 (Calvados : +1,58 %, France hors Mayotte : +2,11 %).
| 1793 | 1800 | 1806 | 1821 | 1831 | 1836 | 1841 | 1846 | 1851 |
| ---- | ---- | ---- | ---- | ---- | ---- | ---- | ---- | ---- |
| 260  | 293  | 295  | 325  | 343  | 360  | 348  | 369  | 362  |

| 1856 | 1861 | 1866 | 1872 | 1876 | 1881 | 1886 | 1891 | 1896 |
| ---- | ---- | ---- | ---- | ---- | ---- | ---- | ---- | ---- |
| 339  | 366  | 335  | 311  | 299  | 266  | 258  | 246  | 249  |

| 1901 | 1906 | 1911 | 1921 | 1926 | 1931 | 1936 | 1946 | 1954 |
| ---- | ---- | ---- | ---- | ---- | ---- | ---- | ---- | ---- |
| 214  | 202  | 198  | 161  | 155  | 164  | 158  | 176  | 231  |

| 1962 | 1968 | 1975 | 1982 | 1990 | 1999 | 2006  | 2011  | 2016  |
| ---- | ---- | ---- | ---- | ---- | ---- | ----- | ----- | ----- |
| 252  | 290  | 383  | 571  | 728  | 907  | 1 216 | 1 433 | 1 438 |

| 2021  | 2022  | - | - | - | - | - | - | - |
| ----- | ----- | - | - | - | - | - | - | - |
| 1 442 | 1 447 | - | - | - | - | - | - | - |

## Lieux et monuments
- L'église Notre-Dame dont le chœur et l'abside du XIIe siècle font l'objet d'une inscription au titre des monuments historiques depuis le 4 octobre 1932[28].
- La croix des Filandriers au carrefour de la Cote 112 par où passe le Chemin Haussé[29].

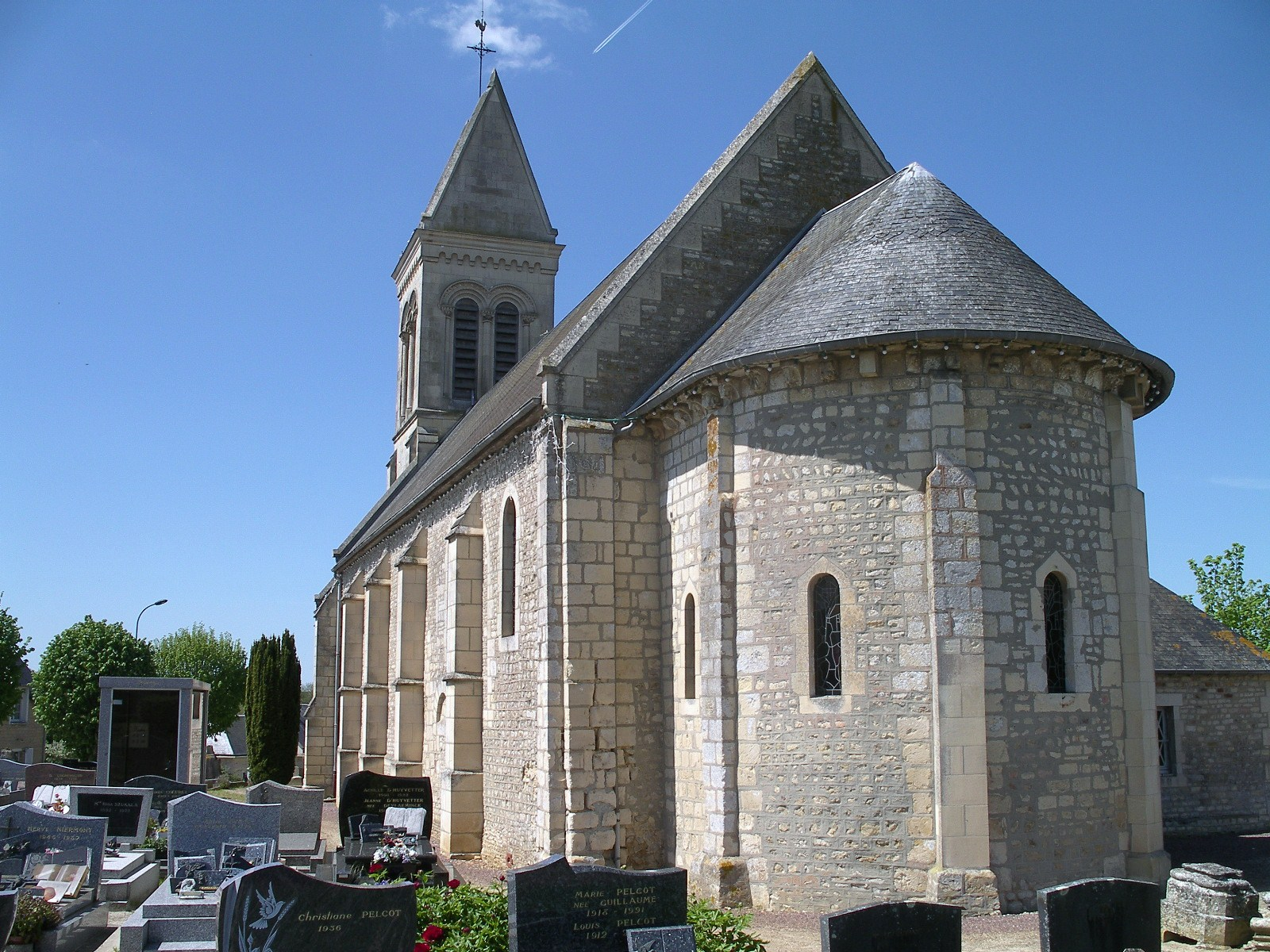
L'église Notre-Dame.
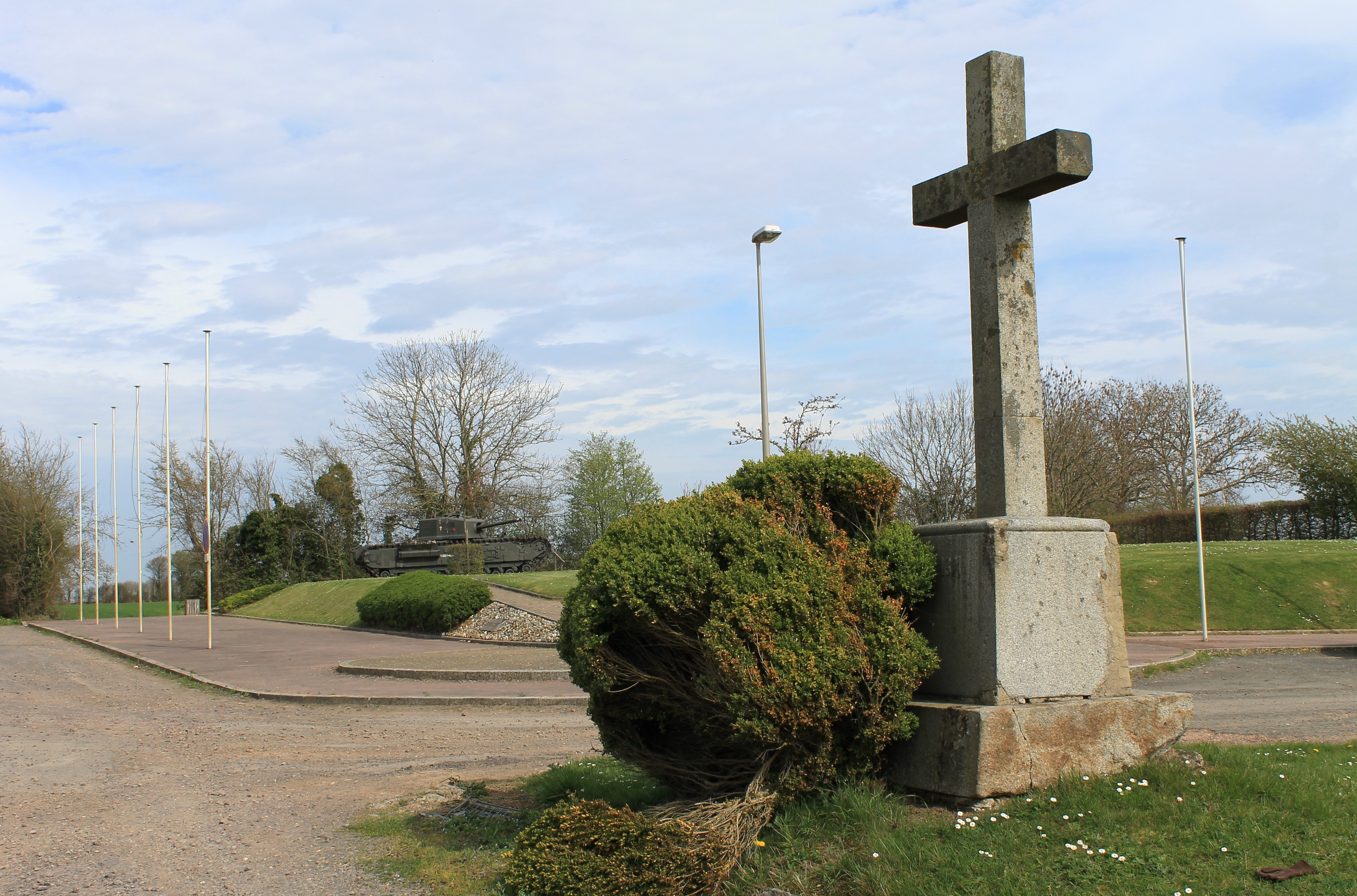
La croix des Filandriers.

## Personnalités liées à la commune
- Hamon le Dentu (mort en 1047), baron normand, l'un des chefs de la bataille du Val-ès-Dunes, fut enterré à Esquay-Notre-Dame.